# Barneveld (Holandia)
Barneveld – miasto i gmina w prowincji Geldria w Holandii. W 2014 roku populacja wyniosła 54 176 mieszkańców.
Leży nad autostradami A1 oraz A30 oraz nad drogami prowincjonalnymi N301, N344, N800, N802 oraz N805.

## Miejscowości
| Nazwa miejscowości | Liczba mieszkańców |
| ------------------ | ------------------ |
| Barneveld          | 30.775             |
| Voorthuizen        | 10.265             |
| Kootwijkerbroek    | 5.150              |
| Garderen           | 2.015              |
| Terschuur          | 1.455              |
| Stroe              | 1.615              |
| Zwartebroek        | 1.240              |
| De Glind           | 625                |
| Kootwijk           | 255                |
| Achterveld         | 125                |
| Źródło: CBS        |                    |

Przysiółki: Essen, Esveld, Garderbroek, Harselaar, Kallenbroek, Moorst, Wessel i Recreatiegebied Zeumeren.